# Henley (Suffolk)
Henley – wieś w Anglii, w hrabstwie Suffolk, w dystrykcie Mid Suffolk. Leży 7 km na północ od miasta Ipswich i 112 km na północny wschód od Londynu.